# Legio XVIII
La Legio XVIII (litt. : XVIIIe légion, aussi orthographié XIIX (CIL 13, 8648))  fut l’une des trois légions romaines (XVII, XVIII et XIX) décimées lors du désastre de la forêt de Teutobourg. Elle n’est guère mentionnée dans les sources et les informations que nous avons à son sujet sont surtout de nature épigraphique. 
Le surnom (cognomen) de la légion, si elle en avait un, ne nous est pas connu, pas plus que son emblème.

## Histoire de la légion

### De Jules César à Auguste

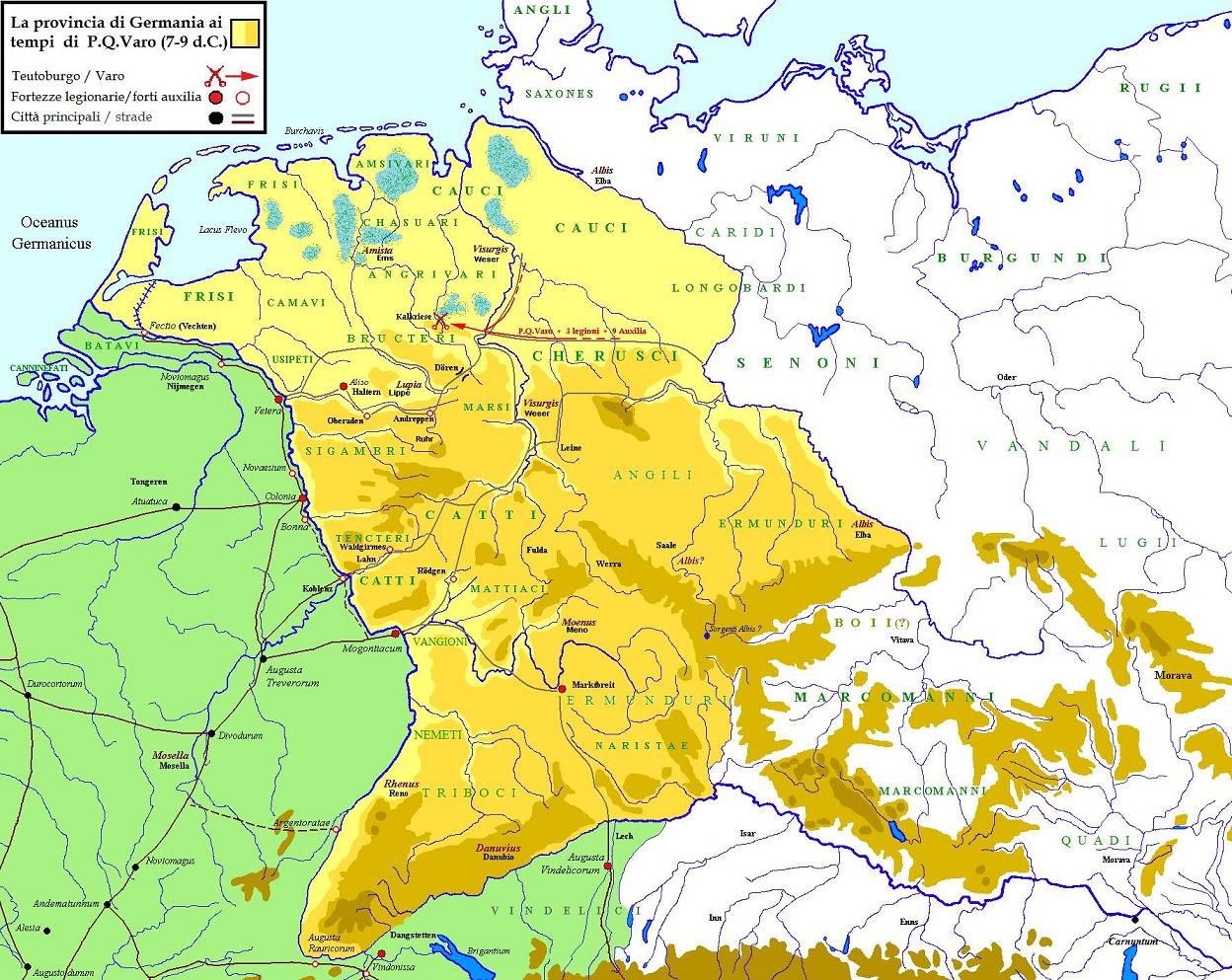
La province de Germanie en 9 apr. J.-C. Le lieu de la bataille est situé au centre-nord de la province.

Une légion portant le numéro XVIII se trouvait en Cilicie de 56 à 53 av. J.-C. alors que Gaius Cornelius Lentulus Spinther était gouverneur. Il est peu probable toutefois qu’il s’agisse de la légion concernée ici, quoique cette possibilité ne puisse être exclue.
Durant la guerre civile qui opposa Jules César à Pompée en 49-48 av. J.-C., les deux généraux commandèrent des légions portant ce numéro d’ordre. Ici encore, il n’est pas possible d’affirmer que l'une ou l'autre de ces deux légions soit à l'origine de celle qui nous concerne. Toutefois, la légion XVIII de Pompée pourrait bien être la même que celle de Cornelius Lentulus Spinther. Celle de César fut l’une des quatre qu’il mit sous les ordres du général Curion pour s’emparer de la Sicile où Pompée menaçait d’interrompre l’approvisionnement en blé de Rome. La chose faite, César envoya Curion reprendre l’Afrique alors aux mains des Républicains. Prenant avec lui deux des quatre légions (dont la XVIIIe ?) Curio fut défait en aout 49 av. J.-C. par Juba Ier, alliés aux pompéiens, et ses légions annihilées. 
Il est vraisemblable que la Legio XVIII qui se retrouvera à Teutobourg ait été levée en 41 ou 40 av. J.-C. par Octave après la bataille de Philippes (sept.-oct. 42 av. J.-C.) qui vit la défaite définitive des républicains. Auguste se tourna alors contre Sextus Pompée, fils du grand Pompée qui avait réussi à rassembler une importante flotte et à s'emparer de la Corse-Sardaigne et de la Sicile en 41 av. J.-C., menaçant à nouveau l’approvisionnement en blé de Rome. Les premiers légionnaires de la XVIIIe légion furent probablement des légionnaires rescapés des armées de Brutus et de Cassius. Les premiers vétérans de cette légion furent installés en 30 av. J.-C. (après la bataille d’Actium) ou en 14 av. J.-C. dans la colonie nouvellement fondée d’Ateste (région de Veneto au nord de l’Italie). 
Il est à noter qu’au cours de la guerre civile opposant Octave et Marc Antoine, ce dernier aura également une Legio XVIII portant le cognomen de Libyca. 
Quelle que soit son origine, la légion XVIII fut envoyée vers 15 av. J.-C. sur le Rhin en compagnie des légions XVI Gallica et XVII ; elle s’y installa à Vetera (aujourd’hui Xanten, en Allemagne) dans la région de l’Eifel. Elle y prit part aux campagnes menées par Drusus (13 – 9 av. J.-C.) et Tibère (8 av. J.-C. – 40-5 apr. J.-C.). D’abord menée par Drusus, cette campagne visait à punir les invasions des Sicambres qui avaient battu les Romains à la bataille de Lolliana et dont les territoires fertiles de la vallée de la Lippe faisaient l’envie des Romains.  À l’automne de l’an 11 av. J.-C., Drusus bâtit une base militaire à Oberaden, à quelque 60 km à l’est du Rhin et deux ans plus tard, Tibère (qui avait entretemps succédé à son frère) déporta les Sicambres à Vetera pendant qu’il installait ses légionnaires dans un camp mieux aménagé à Haltern. Une fois la conquête terminée, Octave devenu maintenant Auguste nomma Publius Quinctilius Varus gouverneur de Germanie, mais l’autoritarisme et les maladresses du nouveau gouverneur dressèrent les populations locales contre Rome. 

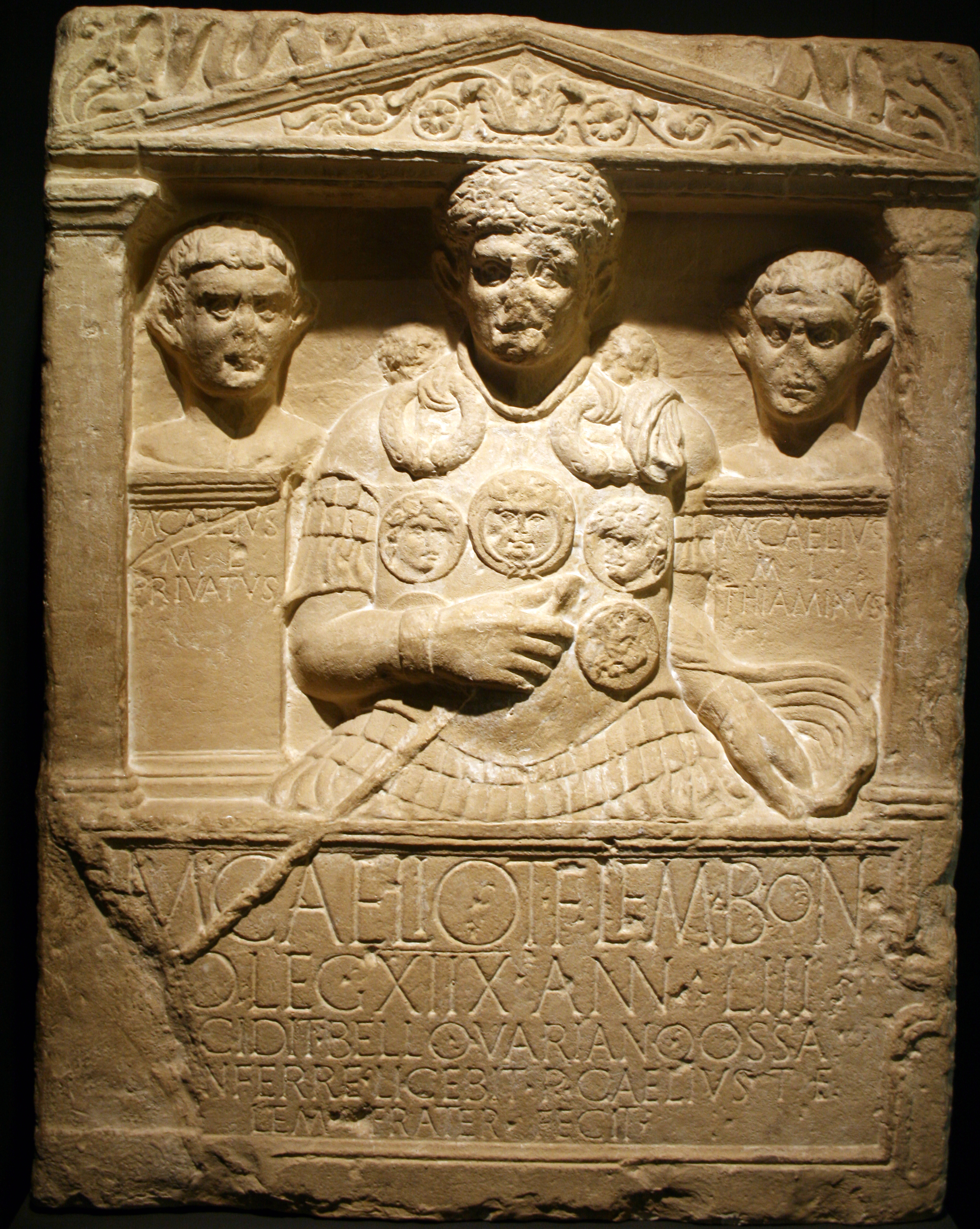
Monument funéraire de Marcus Caelius, centurion de la XVIIIe légion dont les ossements et ceux des deux esclaves qu’il avait libérés ne furent jamais retrouvés, probablement parce que disparus à Teutobourg (musée de Xanten, CIL, 13, 8648).

En 6 apr. J.-C., Tibère mit sur pied un plan de campagne visant à s’emparer de la partie méridionale de la Germanie ainsi que de la Bohême pour faire du Rhin et de l’Elbe la nouvelle frontière de l’empire. Conçue comme une « manœuvre à tenaille », cette opération devait permettre à Tibère de mener au moins huit légions dont la Legio XVIII contre le roi des Marcomans, Maroboduus, en Bohême pendant que cinq autres légions suivraient le cours de l’Elbe ; c’eût été l’opération la plus grandiose menée par des légions romaines. Toutefois la grande révolte illyrienne de 6 à 9 apr. J.-C. réunissant Dalmates et Pannoniens, vint entraver ces projets et forcer Tibère à reconnaitre Maroboduus comme roi des Marcomans.
Trois ans furent nécessaires pour réprimer la grande révolte illyrienne. Pendant ce temps, la légion demeura sous le commandement de Varus. Parmi les tribus germaniques alliées de Rome se trouvaient les Chérusques dirigés par Caius Julius Arminius. Enlevé et éduqué à Rome, il avait été fait citoyen romain et appartenait à l’ordre équestre.  Bien que faisant partie des conseillers du gouverneur, Arminius, alors âgé de vingt-cinq ans, avait réussi à former une alliance regroupant Chérusques, Marses, Chattes et Bructères pour chasser les Romains. À l'automne de l'an 9 apr. J.-C., Varus se trouvait en territoire germanique à la tête des XVIIe, XVIIIe et XIXe légions ainsi que trois ailes de cavalerie et six cohortes de troupes auxiliaires, soit au total environ 20 000 à 25 000 hommes, visitant le territoire et y rendant la justice . Lorsqu'il prit le chemin du retour, il se détourna de son itinéraire qui lui aurait fait longer la rivière Lippe et une série de forts romains pour venir en aide à une tribu réclamant son aide. Négligeant les avis de Ségestes, roi des Chattes, lui conseillant de se méfier d’Aminius , Varus se retrouva dans une contrée à peu près inconnue constituée de forêts, de marais et de broussailles et où les routes encombrées de colonnes de civils accompagnés de chariots et d'animaux ralentissaient l'avance de son armée, contrée que l’on identifie aujourd’hui comme étant la passe de Kalkriese. Dans une bande de terre étroite, longue de six kilomètres et de un de large les auxiliaires germaniques quittèrent les Romains soi-disant pour aller chercher des renforts. C’est là que les attendaient les forces d’Arminius : sous une pluie battante, les combats durèrent trois jours au terme desquels les trois légions furent anéanties. Quelques légionnaires, parvenant à percer les lignes ennemies, purent se réfugier dans le camp romain proche d'Aliso. Les autres furent soit capturés, soit exterminés et les trois aigles emblématiques des légions capturées; Varus se suicida. À la suite de cette bataille, tous les camps romains de la rive droite du Rhin furent pris par les Germains, à l'exception d'Aliso qui résista jusqu'à une sortie des survivants vers Castra Vetera,. Deux de ces trois étendards sacrés seront repris par Germanicus durant son expédition de 14-16 apr. J.-C. alors que le troisième ne sera retrouvé dans une tribu chatte qu’en 41 par une armée conduite par Publius Gabinius  ce qui vaudra à celui-ci d’être honoré par l’empereur Claude des titres d’imperator et  de « Cauchius », c.à.d. « vainqueur des Chattes ».
L’empereur Auguste fut tellement traumatisé par la perte de ces trois légions, que pendant des mois, on le vit dans son palais, gémissant et se frappant la tête contre les murs en répétant : « Quintili Vare, legiones redde! » (Quintillus Varus, rends-moi mes légions !). Le désastre de Teutobourg jeta un vent de panique à Rome où l’on crut que les Germains s’apprêtaient à envahir la Gaule. Auguste réorganisa donc les armées du Rhin pour faire du fleuve un obstacle militaire majeur.  Deux armées en assurèrent la défense : sur le cours supérieur du Rhin, on construisit Vindonissa (Winsdisch) pour la XIIIe légion Gemina et Mogontiacum (Mayence) pour la IIe Auguste et peut-être la XIIIe Gemina; sur le Rhin inférieur on établit près de Colonia Agrippinensium (Cologne) la XXe Valeria, alors que la XXIe Rapax et la Ve Alaudae occupèrent Castra Vetera (Xanten). À cela s’ajoutait une flotte, la classis Germanica, qui surveillait les deux rives du fleuve.

### Sous Néron et l’année des quatre empereurs
Lorsqu’une légion tombait aux mains de l’ennemi, son numéro d’ordre était retiré. Dans le cadre de sa réorganisation, Auguste porta le nombre des légions à vingt-neuf, mais les numéros XVII, XVIII et XIX ne furent plus utilisés, étant considérés comme portant malchance.
Toutefois, Néron (r.[Quoi ?], 54-68) leva une nouvelle Legio XVIII probablement en vue d’une campagne contre les Parthes ou  en Éthiopie. Lorsque Néron se suicida, six cohortes de la nouvelle légion étaient stationnées sur le Rhin alors que les quatre autres se trouvaient en Orient. Lorsque Vitellius fut proclamé empereur par les armées du Rhin et marcha sur Rome, les cohortes de la XVIIIe se rangèrent du côté de leur général en chef, mais ne prirent pas part à sa marche sur Rome. Ces cohortes devaient par la suite se rendre aux mains des rebelles de Julius Civilis lors de la révolte des Bataves en 69-70 ; les survivants furent probablement incorporés dans les rangs des Legio VII Galbiana et VII Claudia qui marchèrent sur Rome avec Vespasien pour former en 70 la Legio VII Gemina.
Les quatre autres cohortes devaient probablement être constituées par quelque 2000 recrues en provenance de Libye bloquées à Alexandrie par le début de la révolte des Juifs en Judée. Titus (r.[Quoi ?], 79-81) fut alors chargé par son père Vespasien de ramener l’ordre et, pour ce faire, celui-ci commanda aux légionnaires d’Alexandrie de venir rejoindre la Legio III Cyrenaica en vue du siège de Jérusalem . Flavius Josèphe fait également référence aux cohortes en provenance d’Alexandrie qui prirent part au siège sous le commandement du tribun Eternius Fronto.